# Lizzy Caplan
Elizabeth Anne Caplan (Los Angeles, Kalifornia, 1982. június 30. –) amerikai színésznő. 
Ismertebb szerepei közé tartozik Virginia E. Johnson megformálása a Masters of Sex című televíziós sorozatban, mellyel Primetime Emmy-díjra jelölték legjobb női főszereplő (drámasorozat) kategóriában.2016-ban Lulát alakította a Szemfényvesztők 2. című mozifilmben.

## Élete és pályafutása
Zsidó származású családban született, Barbara Bragman politikai segéd és Richard Caplan ügyvéd legfiatalabb gyermekeként. Két idősebb testvére van, Julie és Benjamin. 13 éves volt, amikor édesanyja megbetegedett és meghalt. A gyász hatására gondolt rá először, hogy színésznő legyen.
Az Alexander Hamilton High School-ban tanult, ahol iskolai színdarabokban játszott. Végül 15 évesen kezdett színészkedni, a nagy áttörés viszont csak pár évvel később, a Különcök és stréberek című televíziós sorozatban jött el, melyben visszatérő szerepet kapott. Diplomáját a rangos Los Angeles-i Hamilton Academy of Music egyetemen szerezte, ahol egyik csoporttársa Emile Hirsch volt. Bár kezdetben a zongorázásra fektette a hangsúlyt, később áttért a színészet tanulására. Az egyetemen az iskola focicsapatának is tagja volt.
2013-ban főszereplőként beválogatták a Masters of Sex című drámasorozatba, Virginia E. Johnson szexológus szerepére. A sorozatot 2013-tól 2016-ig sugározták. 2014 november elején bejelentették Caplan szerepeltetését a Szemfényvesztők című film folytatásában, Lula, az új "Lovas" szerepében.

## Filmográfia

### Film
| Év   | Magyar cím                             | Eredeti cím                       | Szerep           | Magyar hang       |
| ---- | -------------------------------------- | --------------------------------- | ---------------- | ----------------- |
| 2002 | Narancsvidék                           | Orange County                     | lány a partin    |                   |
| 2003 |                                        | Hardcore Action News (rövidfilm)  | Lizzy Lyons      |                   |
| 2004 | Bajos csajok                           | Mean Girls                        | Janis Ian        | Simonyi Piroska   |
| 2006 |                                        | Love Is the Drug                  | Sara Weller      |                   |
| 2007 |                                        | Crashing                          | Jacqueline       |                   |
| 2008 | Cloverfield                            | Cloverfield                       | Marlena Diamond  |                   |
| 2008 | A spanom csaja                         | My Best Friend's Girl             | Ami              | Nemes Takách Kata |
| 2009 | A szabadság határai                    | Crossing Over                     | Marla            |                   |
| 2010 |                                        | Successful Alcoholics (rövidfilm) | Lindsay          |                   |
| 2010 | Vissza a jelenbe                       | Hot Tub Time Machine              | April Drennan    | Ősi Ildikó        |
| 2010 |                                        | The Last Rites of Ransom Pride    | Juliette Flowers |                   |
| 2010 | 127 óra                                | 127 Hours                         | Sonja Ralston    |                   |
| 2011 |                                        | High Road                         | Sheila           |                   |
| 2012 | Kapuzárás                              | Save the Date                     | Sarah            |                   |
| 2012 | Lánybúcsú                              | Bachelorette                      | Gena Myers       | Pikali Gerda      |
| 2012 |                                        | 3,2,1... Frankie Go Boom          | Lassie           |                   |
| 2012 |                                        | Queens of Country                 | Jolene Gillis    |                   |
| 2012 |                                        | Item 47 (rövidfilm)               | Claire Wise      |                   |
| 2014 | Az interjú                             | The Interview                     | Lacey ügynök     |                   |
| 2015 | Másnap(os) karácsony                   | The Night Before                  | Diana            | Sipos Eszter Anna |
| 2016 | Szemfényvesztők 2.                     | Now You See Me 2                  | Lula May         | Pikali Gerda      |
| 2016 | Szövetségesek                          | Allied                            | Bridget Vatan    | Pálmai Anna       |
| 2017 | A katasztrófaművész                    | The Disaster Artist               | önmaga (cameo)   | Sipos Eszter Anna |
| 2017 | A katasztrófaművész                    | The Disaster Artist               | önmaga (cameo)   | Bálizs Anett      |
| 2018 | Megsemmisítés                          | Extinction                        | Alice            |                   |
| 2022 | Emberek, akiket gyűlölünk az esküvőkön | The People We Hate at the Wedding | Marissa          |                   |
| 2023 | A félelem fészke                       | Cobweb                            | Carol            | Pikali Gerda      |
| 2025 | Szemfényvesztők 3.                     | Now You See Me 3                  | Lula May         |                   |

### Televízió
| Év        | Magyar cím                        | Eredeti cím             | Szerep                                 | Megjegyzések                                    |
| --------- | --------------------------------- | ----------------------- | -------------------------------------- | ----------------------------------------------- |
| 1999–2000 | Különcök és stréberek             | Freaks and Geeks        | Sara                                   | 4 epizód                                        |
| 2000      |                                   | From Where I Sit        | Lily                                   | tévéfilm                                        |
| 2001      |                                   | Undeclared              | szép lány                              | 1 epizód                                        |
| 2001      | Még egyszer és újra               | Once and Again          | Sarah                                  | 1 epizód                                        |
| 2001–2003 | Smallville                        | Smallville              | Tina Greer                             | 2 epizód                                        |
| 2002      |                                   | Everybody's Doing It    | Angela                                 | tévéfilm                                        |
| 2003      |                                   | The Pitts               | Faith Pitt                             | főszereplő (7 epizód)                           |
| 2005      | Tru Calling – Az őrangyal         | Tru Calling             | Avery Bishop                           | - 4 epizód - magyar hangja: - Vadász Bea        |
| 2005–2006 |                                   | Related                 | Marjee Sorelli                         | főszereplő (19 epizód)                          |
| 2006      | Family Guy                        | Family Guy              | Quagmire-rel veszekedő nő (hangja)     | 1 epizód                                        |
| 2006–2007 |                                   | The Class               | Kat Warbler                            | főszereplő (19 epizód)                          |
| 2006–2009 | Amerikai fater                    | American Dad!           | Debbie (hangja)                        | 4 epizód                                        |
| 2008      | True Blood – Inni és élni hagyni  | True Blood              | Amy Burley                             | 6 epizód                                        |
| 2008      | Az élet és Tim                    | The Life & Times of Tim | hang                                   | 1 epizód                                        |
| 2009–2023 | Partiszerviz színész módra        | Party Down              | Casey Klein                            | főszereplő (21 epizód)                          |
| 2010–2011 |                                   | Childrens Hospital      | Harmony / Casey Klein                  | 2 epizód                                        |
| 2011      | A Cleveland-show                  | The Cleveland Show      | Patty Donner (hangja)                  | 1 epizód                                        |
| 2011      |                                   | Mr. Sunshine            | Vivian Cornelli                        | 1 epizód                                        |
| 2011      |                                   | Wainy Days              | Arielle                                | 1 epizód                                        |
| 2012      | Új csaj                           | New Girl                | Julia                                  | 4 epizód                                        |
| 2013      |                                   | Newsreaders             | Anya Turpo                             | 1 epizód                                        |
| 2013–2014 | A liga                            | The League              | Rebecca Ruxin                          | 3 epizód                                        |
| 2013–2016 |                                   | Masters of Sex          | Virginia E. Johnson                    | - főszereplő (46 epizód) - producer (22 epizód) |
| 2014      |                                   | Kroll Show              | versenyző                              | 1 epizód                                        |
| 2014      |                                   | Comedy Bang! Bang!      | önmaga                                 | 1 epizód                                        |
| 2017      | A Simpson család                  | The Simpsons            | Virginia Johnson (hangja)              | 1 epizód                                        |
| 2017      | Angie Tribeca – A törvény nemében | Angie Tribeca           | Deirdre                                | 1 epizód                                        |
| 2017      |                                   | Ill Behaviour           | Nadia                                  | 3 epizód                                        |
| 2017      |                                   | I’m Sorry               | Jessica                                | 1 epizód                                        |
| 2018      | A tengeralattjáró                 | Das Boot                | Carla Monroe                           | 8 epizód                                        |
| 2019      | Castle Rock                       | Castle Rock             | Annie Wilkes                           | főszereplő (10 epizód)                          |
| 2019–2020 |                                   | Truth Be Told           | Josie és Lanie Burhman (kettős szerep) | főszereplő                                      |
| 2021–2022 | Konspirációs korporáció           | Inside Job              | Reagan Ridley (hangja)                 | - főszereplő - magyar hangja: - Mikecz Estilla  |
| 2022      | Fleishman bajban van              | Fleishman Is In Trouble | Libby                                  | minisorozat (8 epizód)                          |
| 2023      | Végzetes vonzerő                  | Fatal Attraction        | Alex Forrest                           | főszereplő minisorozat (8 epizód)               |

## Díjak és jelölések
| Év   | Díj                                  | Kategória                                          | Munka                | Eredmény |
| ---- | ------------------------------------ | -------------------------------------------------- | -------------------- | -------- |
| 2019 | IGN Summer Movie Awards              | Legjobb drámai teljesítmény TV sorozatban          | Castle Rock          | Jelölve  |
| 2016 | Teen Choice Awards                   | Kedvenc nyári női filmsztár                        | Szemfényvesztők 2.   | Jelölve  |
| 2014 | Primetime Emmy-díj                   | Legjobb női főszereplő (drámasorozat)              | Masters of Sex       | Jelölve  |
| 2014 | Critics Choice Television Awards     | Legjobb női főszereplő (drámasorozat)              | Masters of Sex       | Jelölve  |
| 2014 | Satellite Award                      | Legjobb női főszereplő (drámasorozat)              | Masters of Sex       | Jelölve  |
| 2014 | Online Film & Television Association | Legjobb női főszereplő (drámasorozat)              | Masters of Sex       | Elnyerte |
| 2013 | Satellite Award                      | Legjobb női főszereplő (drámasorozat)              | Masters of Sex       | Jelölve  |
| 2013 | IGN Summer Movie Awards              | Legjobb televíziós színésznő                       | Masters of Sex       | Jelölve  |
| 2013 | National Film Society Awards         | Legjobb színésznő                                  | Kapuzárás            | Jelölve  |
| 2012 | NewNowNext Awards                    | Következő megasztár                                | Új csaj              | Jelölve  |
| 2012 | Newport Beach Film Festival          | Kiemelkedő teljesítmény színészetben               | Kapuzárás            | Elnyerte |
| 2010 | Teen Choice Awards                   | Kedvenc filmszínésznő – Vígjáték                   | Hot Tub Time Machine | Jelölve  |
| 2008 | Szaturnusz-díj                       | Legjobb női mellékszereplő                         | Cloverfield          | Jelölve  |
| 2014 | Primetime Emmy-díj                   | Legjobb női főszereplő (drámasorozat)              | Masters of Sex       | Jelölve  |
| 2023 | Primetime Emmy-díj                   | Legjobb női főszereplő (minisorozat vagy tévéfilm) | Fleishman bajban van | Jelölve  |